# 北尾ゆかり
北尾 ゆかり（きたお ゆかり、本名：北尾 由賀梨（きたお ゆかり）、1977年12月14日 - ）は、日本の元女子プロレスラー。滋賀県彦根市出身。

## 経歴・戦歴
2003年4月29日、アルシオン・後楽園ホール大会において、対高瀬玲奈、江本敦子組戦でデビュー（パートナーはAKINO）。7月のメジャー女子プロレスAtoZの旗揚げの際に本名から改名。2004年から「暴走プレジデント」堀田祐美子と行動を共にするが、同年7月に石原美和子との異種格闘技戦を肩脱臼のためキャンセル、7月19日の大会当日に横浜文化体育館から千葉県の親戚宅まで歩いて逃亡した。程なくしてAtoZ江戸川道場に戻ったが、8月、正式にAtoZを退団。引退式は行わず、廃業の形となった。退団後は実家のある滋賀県大津市に戻り、親の紹介でブリヂストンの工場に勤務。最初が製造職だったが後に事務職となる。
2006年9月12日の未来追悼興行『未来メモリアル』に来場し、久々にマスコミの前に姿を現した。

## 得意技
- ダイビング・セントーン
- 谷落とし
- 一本背負い